# Маркели ди Сан Феличе (Тренто)
Маркели ди Сан Феличе је насеље у Италији у округу Тренто, региону Трентино-Јужни Тирол.
Према процени из 2011. у насељу је живело 7 становника. Насеље се налази на надморској висини од 1306 м.